# Sha He (vattendrag i Kina, Liaoning, lat 40,34, long 122,16)
Sha He (kinesiska: 沙河) är ett vattendrag i Kina. Det ligger i provinsen Liaoning, i den nordöstra delen av landet, omkring 190 kilometer sydväst om provinshuvudstaden Shenyang.
Genomsnittlig årsnederbörd är 910 millimeter. Den regnigaste månaden är juli, med i genomsnitt 262 mm nederbörd, och den torraste är januari, med 7 mm nederbörd.